# Vollenhovia punctatostriata
Vollenhovia punctatostriata är en myrart som beskrevs av Mayr 1865. Vollenhovia punctatostriata ingår i släktet Vollenhovia och familjen myror. Inga underarter finns listade i Catalogue of Life.